# سوسک پیچک
سوسک پیچک (نام علمی: Ochina) نام یک سرده از تیره سوسک‌های مرگ است.